# Miedziana Góra (Kielce)
Pour les articles homonymes, voir Miedziana Góra.
Miedziana Góra est un village de la voïvodie de Sainte-Croix et du powiat de Kielce. Il est le siège de la gmina de Miedziana Góra et comptait 2 317 habitants en 2008.